# Borek (kraj Wysoczyna)
Borek – wieś i gmina w Czechach, w powiecie Havlíčkův Brod, w kraju Wysoczyna.
1 stycznia 2017 gminę zamieszkiwało 125 osób, a ich średni wiek wynosił 43,7 roku.